# Perton (Staffordshire)
Pour les articles homonymes, voir Perton.
Perton est un village et une paroisse civile du Staffordshire, en Angleterre.